# Шинкарёв, Владимир Николаевич
Влади́мир Никола́евич Шинкарёв (род. 4 марта 1954, Ленинград) — советский и российский художник, живописец, писатель, один из основателей творческой группы «Митьки», идеолог митьковского движения.

## Биография
4 марта 1954 года родился в Ленинграде.
С 1974 по 1977 год учился на курсах при ЛВХПУ им. Мухиной и институте им. Репина.
С 1975 года участвует в неофициальных квартирных выставках.
В 1977 году закончил геологический факультет Ленинградского государственного университета.
С 1981 года член товарищества экспериментального изобразительного искусства (ТЭИИ).
Является одним из основателей группы «Митьки» и издательства «Митькилибрис».
В 1985 году книга В. Шинкарёва «Митьки» (1984) положила начало движению «Митьков».
В 1992 году по книге был снят полнометражный анимационный фильм «Митьки никого не хотят победить, или Митькимайер».
С 1991 года — член Международной федерации художников.
С 1993 года — член Санкт-Петербургского общества «А-Я».
С 1994 года — член Союза художников России.
В 2007 году стал лауреатом первой художественной премии «Art Awards. Художник года — 06» за достижения в области изобразительного искусства.
В марте 2008 года Шинкарёв публично заявил о своём разрыве с Митьками. По версии газеты «Коммерсантъ», причиной разрыва стало несогласие с общественной деятельностью другого лидера движения — Дмитрия Шагина, ставшего членом санкт-петербургского предвыборного штаба Дмитрия Медведева. Однако сам Шинкарёв это предположение опровергает:

Мне полностью безразлична политическая активность Шагина. Я ушёл из группы «Митьки», ничего не зная о предвыборной кампании Медведева. Просто в газете «Коммерсантъ», где была напечатана статья о моем уходе из «Митьков», раздел искусства был переполнен, а пустовал раздел общества-политики, поэтому редактор поместил статью в этот раздел, снабдив абсурдным подзаголовком «Члены арт-группы не сошлись в отношении к Дмитрию Медведеву». Ну, соответственно, текст статьи пришлось подогнать к названию. 
Само же явление «Митьки» появилось благодаря литературному опусу Шинкарёва, которое было впервые опубликовано в парижской газете «Русская мысль» примерно в 1987 году, кажется, без указания имени автора.
В 1978—1980 годах он написал зрелый не по годам роман «Максим и Фёдор», прославивший его ещё в самиздате. Чуть позже, будучи оператором котельной и скучая в этом добровольном заточении, Шинкарёв написал роман, сказку и нечто вроде сатирического памфлета на своего товарища по работе и собрата по кисти Дмитрия Шагина. Собственно, всё литературное творчество Шинкарёва относится именно к периоду работы в котельной (1982—1989 годы). Дмитрий Шагин, воспетый Шинкарёвым как истинно русский психотип добродушного, ленивого и пьющего мужчины превратился в своеобразную ролевую модель для целой компании художников, сформировавшейся ещё в Средней художественной школе. Сегодня Шинкарёв утверждает, что движения, как такового и не было, но это не совсем так. Выработалась определённая иконография «митька», определился круг излюбленных тем, проходили групповые выставки, росла популярность книги «Митьки», позже экранизированной в виде мультфильма Александром и Ольгой Флоренскими. В начале 1990-х годов по городу ходил расписанный митьками автобус, а воспетые Шинкарёвым словечки Мити Шагина поползли в народ. В группу «Митьки» входили самые разные художники, объединённые не философской концепцией и теоретическими постулатами, а скорее дружеским взаиморасположением.
Как ни странно, ироничный Шинкарёв, породивший разудалый карнавал матросов и красноармейцев — излюбленных героев митьковской живописи и литературы, оставался весьма сдержанным художником сумрачных, тёмных красок. Живописуя раблезианские подвиги Мити Шагина на страницах «Митьков», в живописи Шинкарёв обращался то к городскому пейзажу, то к осмыслению шедевров мировой живописи и памятников литературы. По его словам, художник испытывал влияние ленинградского живописца А. С. Ведерникова.
Более поздние по времени создания работы Шинкарёва практически монохромны. Помрачневший с годами художник всё чаще задумывается о том, как из жизни буквально «вымывается цвет». Городской пейзаж, как и природа, становятся всё более и более блёклыми по сравнению с насыщенным ядовитым цветом виртуальным миром рекламы. В своих работах Шинкарёв использует прием валёрной живописи. Основные цвета художника — серый, голубой, желто-коричневый. Картины предпочитает рисовать сериями. Размер полотен почти всегда одного размера — 60х80. С натуры практически не рисует, пользуется услугами фотографии или собственной памяти.
В начале 2000-х годов Шинкарёв начинает сотрудничать со знаменитой швейцарской галереей Бруно Бишофбергера.
В 2008 году получил премию имени Иосифа Бродского.
В том же 2008 году работу Шинкарёва «Площадь Ленина I» (1999, холст, масло, 60х80) оценили в $ 64 750. В 2010 году с этой работой он вошёл в «Топ-12 современных русских художников» (учитывает максимальные аукционные результаты).
В 2014 году слова "Шинкарёвский пейзаж" упомянуты Борисом Гребенщиковым в песне "Ветка" альбома "Соль".

## Выставки
- 2022 — «Мрачные картины». Музей современного искусства Эрарта. Санкт-Петербург.
- 2021 — «One more time». Галерея pop/off/art. Москва
- 2020 — «Легенда Митьков - Владимир Шинкарев». Новгородский центр современного искусства. Великий Новгород
- 2019 — «Одно и то же», Новый музей Аслана Чехоева, Санкт-Петербург.
- 2016 — «Мрачные картины», Галерея pop/off/art. Москва
- 2016 — «Картины последнего времени». Name Gallery. Санкт-Петербург
- 2014 — «Мрачные картины». Name Gallery. Санкт-Петербург
- 2011 — «Рим зимой». Name Gallery. Санкт-Петербург
- 2008 — «Владимир Шинкарев. Живопись». Галерея «Сельская жизнь». Санкт-Петербург
- 2008 — «Владимир Шинкарев. Gallery Bruno Bischofberger». Цюрих. Швейцария
- 2006 — «Внутреннее кино». Галерея Anna Nova. Санкт-Петербург
- 2005 — «Кинокартины». Совм. с Константином Батынковым. Галерея pop/off/art. Москва
- 2004 — «Великая Китайская Стена» Выставочный зал редакции журнала «НоМИ», Санкт-Петербург, Россия.
- 2003 — «Мрачные картины», Галерея «На Обводном», Санкт-Петербург, Россия.
- 2003 — «Сельская жизнь», Галерея «Сельская жизнь», Санкт-Петербург, Россия.
- 2000 — «Митьки в ООН» (совместно с Д. Шагиным), Штаб-квартира ООН, Нью-Йорк, США.
- 2000 — «Всемирная литература», Whitespacegallery, Лондон, Великобритания.
- 1999 — «Всемирная литература», Государственный Русский Музей, Санкт-Петербург.
- 1999 — «Картины прошедшего года», Галерея «Митьки-Вхутемас», Санкт-Петербург, Россия.
- 1999 — «Мрачные картины», Галерея общества «А-Я», Государственный центр современного искусства, Санкт-Петербург.
- 1997 — «Просто живопись». Галерея «Ирэна», Киев, Украина.
- 1996 — «Про Северный полюс», Студия «Добролет», Санкт-Петербург, Россия.
- 1995 — «Собственно живопись», галерея «Борей», Россия.
- 1984 — «Город» (совместно с Д. Шагиным), Библиотека Академии наук СССР, Ленинград.

## Работы находятся в собраниях
- Государственная Третьяковская галерея, Москва.
- Государственный Русский музей, Санкт-Петербург.
- Музей органической культуры, Коломна.
- Государственный Эрмитаж, Санкт-Петербург.
- Музей истории Санкт-Петербурга, Санкт-Петербург.
- Музей современного искусства Эрарта Архивная копия от 7 марта 2022 на Wayback Machine , Санкт-Петербург, Россия
- Музей нонконформистского искусства, Санкт-Петербург.
- Центральный выставочный зал «Манеж», Санкт-Петербург.
- Музей «Царскосельская коллекция», Пушкин.
- «Зиммерли Музей. Коллекция Нортона и Нэнси Додж», Нью-Йорк.
- Музей Виктории и Альберта, Лондон.

## Награды
- 2007 — «Art Awards. Художник года — 06»
- 2008 — Премия имени Иосифа Бродского
- 2019 — Художественная премия «Петрополь» за самобытный творческий почерк в живописи и литературе

## Цитаты
Начиная с 90-го года от митьков все по одному и отваливались, например, Александр Флоренский. По-хорошему, тогда и надо было «кончить» митьков, и, может быть, они остались бы уважаемым в народе движением. А сейчас это уже убогое явление. Митьков на свои выставки могут приглашать только дураки. Всё дело в том, что группа художников может существовать вместе лет пять максимум — они активно работают, делают общее дело. Но если срок затягивается, то это уже делается не ради искусства, а ради большой выгоды, которую художественное объединение приносит
— Владимир Шинкарёв, 2008